# Acantholumpenus mackayi
Acantholumpenus mackayi är en fiskart som först beskrevs av Gilbert, 1896.  Acantholumpenus mackayi ingår i släktet Acantholumpenus och familjen taggryggade fiskar. Inga underarter finns listade i Catalogue of Life.